# ديفيد كاستيلانوس
ديفيد كاستيلانوس (بالإنجليزية: David Castellanos)‏ هو لاعب كرة قدم أمريكي، ولد في 26 فبراير 1980 في فيرفاكس في الولايات المتحدة. لعب مع فيرجينيا بيتش مارينرز وكولورادو رابيدز.

## وصلات خارجية
- ديفيد كاستيلانوس على موقع الدوري الأمريكي (الإنجليزية)
- ديفيد كاستيلانوس على موقع قاعدة بيانات كرة القدم.إي يو (الإنجليزية)